# Тундра и ледяные поля гор тихоокеанского побережья

Ту́ндра и ледяны́е поля́ гор тихоокеа́нского побере́жья (англ. Pacific Coastal Mountain icefields and tundra) — североамериканский континентальный экологический регион тундры, выделяемый Всемирным фондом дикой природы.
Уровень сохранности экосистем высокий: около 95 % территории остаётся в практически нетронутом состоянии, а антропогенное воздействие ограничивается незначительной добычей полезных ископаемых и дорожным строительством. Экосистемы в целом целостны, включая популяции высших хищников. В долинах произрастают хвойные леса из пихты субальпийской (Abies lasiocarpa), тсуги Метенса (Tsuga mertensiana), ели ситхинской (Picea sitchensis) и тсуги западной (Tsuga heterophylla). Среди других характерных растений — филлодоце алеутская (Phyllodoce aleutica) и кладотамнус кизильниколистный (Cladothamnus pyrolaeflorus). Фауна включает бурого медведя (Ursus arctos), лося (Alces alces), черноклювую гагару (Gavia immer) и полярную крачку (Sterna paradisaea).

## Расположение
Экорегион простирается от полуострова Кенай вдоль Аляскинского залива и от канадской границы до юга Юго-Восточной Аляски. В Канаде к этому региону относятся крайний юго-запад Юкона и часть Британской Колумбии, прилегающая к границе Аляски.